# Lorelei

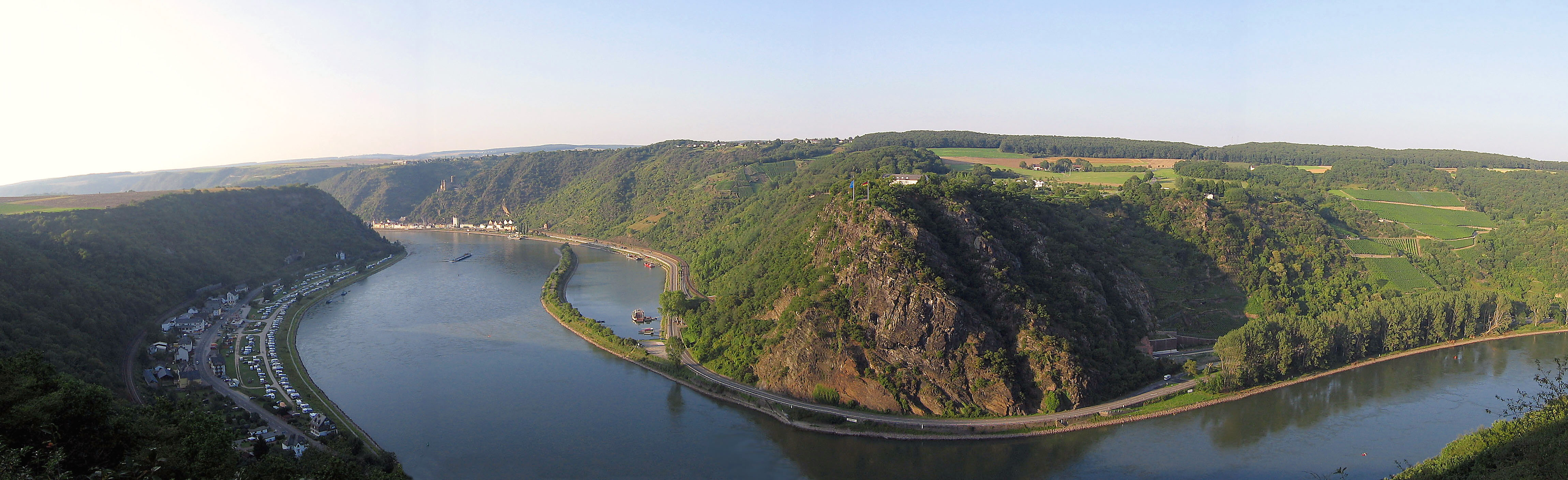
Espadat de Lorelei

El cingle Lorelei (originalment escrit Loreley o Lore-Ley) se situa a Alemanya a la vora del riu Rin a prop de St Goarshausen (entre Bingen i Coblença). S'eleva accidentat i sobre un fort pendent a una altitud de 120 metres des de la riba del Rin, que es denomina Romantisches Rhein.
A la rodalia del cingle hi ha seccions del riu cobertes de pedres, amb sortints, i sectors d'aigües poc profundes combinats amb un fort corrent en fan un lloc perillós. El Rin és un important flux d'aigua i, en passar dels segles, nombrosos mariners, especialment els desprevinguts, hi han perdut la vida.
Aquest cingle està associat a diverses llegendes originàries del folklore alemany. Clemens Brentano, el 1801, va escriure la història "Lore Lay" (cf. Werner Bellmann, Brentanos Lore Lay-Ballade und der antike Echo-Mythos, en: Detlev Lüders (Ed.), Clemens Brentano. Beiträge des Kolloquiums im Freien Deutschen Hochstift 1978, Tübingen 1980) que després va ser convertit en un poema per Heinrich Heine. Heine i altres poetes van utilitzar la paraula "Lorelei".